# ESky
eSky je polská společnost působící v turistickém průmyslu jako online cestovní agentura, která byla založena v roce 2004. Aktuálně působí na více než 50 trzích v Evropě, Jižní a Severní Americe, jakož i v některých zemích Afriky a asijsko-tichomořského regionu. Jako online cestovní agentura prodává různé cestovatelské produkty: eurovíkendy, balíčky spojující lety a hotely, ale také samostatné letenky, ubytování a doplňkové služby pro cestující (např. pojištění, letištní transfery, pronájem vozidel či vstupenky na sportovní akce a atrakce) pomocí vlastního vyhledávače – eSky Travel Search.
Společnost působí pod značkami eSky (Evropa, Severní Amerika, Afrika, Asie a Oceánie), eDestinos (Latinská Amerika) a Thomas Cook (Spojené království, Nizozemsko, Belgie). Jedná se o zástupce akreditovaného Mezinárodní asociací leteckých dopravců.

## Firemní profil
eSky působí na evropských trzích, v Jižní a Severní Americe, Africe a v zemích asijsko-pacifického regionu. V Jižní Americe společnost působí pod značkou eDestinos.
eSky prodává letenky od téměř 600 leteckých společností z celého světa a poskytuje také hotelové rezervace – obě jsou dostupné i ve formě produktů Eurovíkendy a Dovolené (Let+Hotel). Nabízí také cestovní pojištění a sužby půjčovny aut, letištní transfery a rezervace parkovišť. Společnost má také eSky Travel Search, vyhledávací nástroj pro cestovní produkty.
Ústředí eSky se nachází v Katovicích v Polsku.

## Historie
Lukasz Habaj, Lukasz Kreski a Agnieszka a Piotr Stępniewski založili společnost v roce 2004. Firma zpočátku zajišťovala cesty v rámci programu Work and Travel. Od roku 2005 prodává letenky prostřednictvím své online platformy. V roce 2009 spustila eSky online rezervační systém hotelů a prodej cestovního pojištění a v roce 2015 službu půjčovny aut. Od roku 2023 má společnost eSky v nabídce dynamický produkt balíků služeb jako Eurovíkendy a Dovolené.
Od roku 2008 začala společnost působit na zahraničních trzích, zpočátku prostřednictvím místních poboček v Evropě a Jižní Americe. V tomto období byl spuštěn vyhledávač cestovních produktů – eSky Travel Search (ETS), který nyní využívají i externí partneři včetně Onet.pl, Fly4Free.pl a Pasazer.com.
V roce 2014 si společnost jako investor zajistila externí private equity fond. O rok později získala společnost TravelTECH zaměřenou na tvorbu a vývoj softwaru pro cestovní ruch. V roce 2015 eSky prodala více než jeden milion letenek a činily její příjmy ve výši 1 miliardy PLN.
V roce 2016 nastaly v představenstvu společnosti změny související s přechodem z vlastnického modelu řízení na manažerský. V letech 2016 až 2017 byl předsedou představenstva eSky bývalý generální ředitel polských aerolinií LOT Sebastian Mikosz.
V červnu 2017 koupila 6,3 % akcií eSky za 15,6 milionu PLN společnost Wirtualna Polska Group, která se v březnu 2020 rozhodla prodat svůj podíl v eSky prostřednictvím prodejní opce.
V lednu 2019 byla spuštěna aplikace eSky pro vyhledávání letů s polskou verzí Google Assistant.
V roce 2020 se Łukasz Habaj, jeden ze zakladatelů eSky, vrátil do společnosti jako generální ředitel.
V únoru 2022 fond MCI.PrivateVentures FIZ vlastněný veřejně obchodovanou společností MCI Capital uzavřel smlouvu o koupi 55 % akcií společnosti eSky. Cílem fondu bylo podpořit polskou cestovní agenturu při posilování její pozice na globálním trhu a implementovat její strategie budování technologického náskoku. Zakladatelé eSky zůstali akcionáři, vlastnili celkem 45 % akcií společnosti, a transakce činila objem přibližně 158 milionů PLN včetně rekapitalizace společnosti.
V roce 2023 společnost eSky překročila hranici 3 miliard PLN v tržbách z prodeje a dosáhla výsledku 3,5 miliardy PLN v celkové hodnotě transakce. Na druhé straně EBITDA společnosti v té době činila 81 milionů PLN. V roce 2023 využilo služeb společnosti 3,3 milionu zákazníků a celkový počet rezervací dosáhl 2,2 milionu.
V dubnu 2024 společnost eSky uzavřela partnerství s největším evropským nízkonákladovým přepravcem Ryanair. Díky dohodě získali zákazníci eSky přístup k celé síti linek a možnost rezervovat si lety přímo na platformě eSky. Předpokladem partnerství bylo dosáhnout transparentnosti cen a přímý přístup zákazníků cestovní platformy k jejich rezervacím letů prostřednictvím systému dopravce. V dubnu 2025 byla dohoda o spolupráci mezi společnostmi eSky Group a Ryanair prodloužena o další dva roky.
V září 2024 na základě akviziční smlouvy podepsané se skupinou Fosun Tourism Group společnost eSky dokončila akvizici jedné z nejstarších cestovních agentur Thomas Cook -- kromě jejích provozů v Číně a Indii -- která působí především ve Velké Británii a byla založena před 183 lety v Leicesteru. Tato společnost působí jako touroperátor a prodává organizované zájezdy jako internetová cestovní kancelář.
V prosinci 2024 byla k dispozici aktualizovaná aplikace eSky 3.0 pro Android a iOS. Tato verze mimo jiné zavedla personalizované „Výhodné nabídky dne“, rozšířila vyhledávání letů podle data a délky pobytu a získala novou oblast pro správu rezervací. Ve druhém čtvrtletí roku 2025 se plánuje přidání dynamických balíčků City Break a Holiday.
Dne 6. února 2025 převzal funkci generálního ředitele společnosti eSky Group Andrzej Kozłowski, bývalý viceprezident a finanční ředitel, který nahradil Łukasze Habaje, jenž odstoupil ze zdravotních důvodů a zůstal členem dozorčí rady.  Kozlowski pracuje ve společnosti od roku 2015 a od roku 2016 je členem jejího představenstva.